# Love Moves
Love Moves è il settimo album in studio della cantante britannica Kim Wilde, pubblicato nel 1990.

## Tracce
1. It's Here
2. Love (Send Him Back to Me)
3. Storm in Our Hearts
4. World in Perfect Harmony
5. Someday
6. Time
7. Who's to Blame
8. Can't Get Enough (Of Your Love)
9. In Hollywood
10. I Can't Say Goodbye